# Тикас, Луис
Лу́ис Ти́кас (англ. Louis Tikas, имя при рождении — Или́ас Анаста́сиос Спантида́кис (греч. Ηλίας Αναστάσιος Σπαντιδάκης, англ. Elias Anastasios Spantidakis), носил прозвища Лу́ис Грек (англ. Louis the Greek) и Ле́о Критя́нин (англ. Leo the Cretan); 13 марта 1886, Лутра, Крит, Греция — 20 апреля 1914, Ладлоу, Колорадо, США) — американский шахтёр и профсоюзный активист греческого происхождения, ставший героем и символом борьбы трудящихся в США. В 1913—1914 годах, организовав и возглавив забастовку шахтёров на юге Колорадо, он был убит 20 апреля 1914 года во время бойни в Ладлоу — стачки, ставшей самым кровавым событием в ходе забастовки горняков, в основном иммигрантов из Греции, Италии и других стран. Кровавый инцидент крайне негативно отразился на и без того запятнанной репутации корпорации CF&I промышленного магната Джона Д. Рокфеллера. События явились подспорьем для изменения трудового законодательства США, многие принятые впоследствии законы действуют по сей день. Историк Говард Зинн назвал убийство Тикаса правительственными войсками «кульминационным актом, возможно, самой ожесточённой борьбы между корпоративной властью и трудящимися в американской истории».
Личность Луиса Тикаса в значительной степени остаётся неизвестной в США, в том числе в среде греческой общины страны. Говоря о нём и в целом об истории греков в США начала XX века, греко-американский писатель и историк Дэн Георгакас отметил, что «сегодня греки в Америке добиваются значительных успехов. Поэтому сложно вспоминается о том, что 100 лет назад всё было совсем иначе. Община хочет забыть об этом, и я думаю, что это неправильно. Когда какие-то вещи забываются, они могут возникать вновь в каких-то новых формах». По мнению другого греко-американского историка, Александроса Китроефа, профессора Хаверфордского колледжа, Луис Тикас представляет собой пример «настоящей истории греков в США», и «в наши дни относительно небольшой процент американцев греческого происхождения являются работниками промышленности. Мы часто забываем о том, что первые иммигранты были промышленными рабочими, например, шахтёрами».

## Биография
Илиас Спантидакис родился 13 марта 1886 года в деревне Лутра на острове Крит (Греция).
В 1906 году молодой человек из порта Пирея на корабле «Америка» отплыл в Гавр (Франция). Остановившись в гостинице Антониоса Милонаса, выходца с греческого острова Сирос, он подрабатывал официантом. Вскоре юноша продолжил своё путешествие, через две недели, 25 марта, высадившись на американском острове Эллис в Нью-Йоркской бухте. Там ему посоветовали ехать в Колорадо, где можно было найти работу на сталелитейном заводе в Пуэбло, примерно в 50 километрах от Денвера. Через шесть месяцев Спантидакис в вагоне грузового поезда прибыл в Колорадо, где начал трудиться, получая $ 1,75 за 12-часовой рабочий день.
В 1910 году 24-летний Спантидакис получил американское гражданство и сменил имя на Луис Тикас. В денверском рабочем гриктауне (греческом районе), который населяло 240 иммигрантов из Греции, он открыл кафе на Маркет-стрит. Заведение стало пристанищем для греков, большинство из которых работали шахтёрами. Тикас оказывал соотечественникам всяческую помощь. Напротив кафе располагался головной офис местного отделения организации «Индустриальные рабочие мира», также известной как «Уоббли». Тикас пытался устроиться работать в полицейский участок, однако из-за предполагаемого членства в «Уоббли» получил отказ.
Согласно официальным и неофициальным данным, до Первой мировой войны на шахтах, мельницах и железных дорогах в Скалистых горах работало 40 000 греков. Большинство трудящихся на них иммигрантов не говорили по-английски, чем в своих интересах пользовалось руководство корпораций.
В Денвере Тикас познакомился с Леонидасом Склирисом из Спарты (Пелопоннес, Греция), который руководил всеми греческими трудящимися в Колорадо, Юте и Неваде. Корпорации наживались на эксплуатации не знающих английского языка иммигрантах, при этом их боссами/агентами нередко являлись собственные земляки. Это была своего рода мафия. Так, работавшие под руководством Склириса выходцы из Греции имели оклад $ 1,75 в день, в то время как немцы и валлийцы — $ 2,5, а условия труда греков были значительно хуже, чем у иммигрантов из других стран.
В 1912 году Тикас оставил кафе (неизвестно, почему он это сделал) и отправился на шахты во Фредерике, которые называли невольничьим рынком. 19 ноября рабочие объявили забастовку. Руководство корпорации, принадлежавшей Джону Рокфеллеру, отреагировало задержаниями, тюремными заключениями и провокациями путём поджогов.
В конце 1912 года, будучи уже членом Союза горняков Америки (UMWA), Тикас подрабатывал штрейкбрехером на северном угольном месторождении. Воочию увидев условия труда горняков, находившихся в отчаянном положении, он окончательно перешёл на их сторону. Спустя несколько дней Тикас повёл всех греков в офис Союза горняков, где оформил их в качестве членов организации. 19 ноября он возглавил забастовку группы из 63 греков на шахте во Фредерике.
В 1910—1913 годах из-за неблагоприятных условий труда на шахтах погибло 618 горняков, среди которых было 13 греков. Рабочие постоянно проводили забастовки. Тикас посещал угленосные бассейны Денвера и Пуэбло, собирая статистические данные о несчастных случаях и травмах за этот период.
23 сентября 1913 года на юге Колорадо началась крупная забастовка с участием 13 000 шахтёров, 800 из которых были греки. Рабочие выступали против низкой заработной платы, опасных условий труда и деспотизма CF&I. Компания отреагировала на забастовку немедленным выселением горняков и их семей из предоставленных компанией хибар в районах добычи.
При содействии Союза горняков в течение нескольких недель в окрестностях близлежащих холмов, недалеко от Вальсенбурга, Агилара, Ладлоу, Форбса и Старквилла, прямо за воротами компании было возведено 13 палаточных городков, куда перебрались шахтёры вместе со своими семьями, продолжив забастовки. В знак солидарности к ним присоединились другие рабочие. Первые семьи начали прибывать в палаточные поселения 23 и 24 сентября 1913 года. Во главе бастующих в Ладлоу стояли Джон Лоусон и Луис Тикас.
Лагерь в Ладлоу, располагавшийся почти в 30 километрах к северу от Тринидада, был самым крупным. В нём было установлено 200 палаток и проживало 1 300 человек (500 мужчин, 350 женщин, 450 детей), в том числе много греков, в основном критян (выходцев с острова Крит). В городке имелись греческая пекарня и кофейня.
Когда выселение не помогло остановить забастовки, семья Рокфеллеров наняла людей из частного детективного агентства Baldwin-Felts и головорезов, которые совершали периодические атаки на палаточные поселения с применением винтовок и орудий Гатлинга. Агентство Baldwin-Felts было широко известно во всей Америке своей эффективной борьбой с забастовками. Оно предоставляло работодателям вооружённых охранников, снайперов, тайных агентов и профессиональных провокаторов.
Помимо головорезов, терроризировавших палаточные городки, руководство компании нанимало штрейкбрехеров, многие из которых являлись иммигрантами из тех же стран, откуда были родом забастовщики. Штрейкбрехеры проводили кампанию террора и убийств, в том числе используя специальный автомобиль, которые горняки назвали Death Special. Последний представлял собой оснащённую двумя пулемётами бронированную машину, с помощью которой посреди ночи проводился беспорядочный обстрел палаток.
Когда настойчивость бастующих стала очевидной, Рокфеллер обратился за помощью к губернатору Колорадо Элиасу Аммонсу. 31 октября последний отправил в район забастовки 1 000 солдат национальной гвардии (вооружённые силы штата) под командованием ненавистника профсоюзных движений генерала Джона Чейза. Рокфеллер согласился выплачивать членам нацгвардии заработную плату, а его собственные люди, одетые в солдатскую форму, принимали участие в подавлении забастовок совместно с официальными вооружёнными силами, на что Аммонс также дал добро. Однако и это не испугало забастовщиков.
28 ноября Аммонс, поддавшись давлению со стороны горнопромышленников, банкиров, бизнесменов, гражданских комитетов, редакторов газет и пр., отменил запрет на наём штрейкбрехеров из-за пределов штата. Одновременно он приказал нацгвардии охранять эскорты, сопровождавшие прибывавших на рудники наёмных противников забастовок. Организованная Рокфеллером кампания террора против палаточных поселений стала усиливаться.
В ноябре 1913 года ряд забастовщиков, в том числе Тикас, были заключены на две недели в тюрьму в Тринидаде, в которой оставались до 15 декабря.
К апрелю 1914 года, в связи с тяжёлым экономическим положением в Колорадо, местное правительство не могло выплачивать зарплаты нацгвардейцам, что вынуждало последних увольняться. Всё чаще их стали заменять нанимаемые Рокфеллером головорезы, получавшие двойной оклад: от государства и угольных компаний.
В воскресенье 19 апреля греческие поселенцы отмечали православную Пасху, проводился большой традиционный праздник с танцами и жареными ягнятами.

### Бойня в Ладлоу
Утром 20 апреля, когда большинство людей спали после праздника, в поселении появились трое гвардейцев с приказом об освобождении мужчины, который, по их утверждению, насильно удерживался в лагере. Поводом для этого стало заявление одной женщины о том, что её муж находился в плену в Ладлоу.
Чтобы разобраться в ситуации, Тикас встретился с командиром Хамроком недалеко от лагеря. Пока проходила встреча, две роты полицейских формирований окружили поселение и установили на холме пулемёт, заняв позиции вдоль железнодорожного пути к югу от Ладлоу. Лейтенант Карл Линдерфельт, известный своей жестокостью, стоял во главе одной из рот. Тикас заявил, что пропавшего мужчины в лагере не было. Кроме того, нацгвардия требовала выдачи итальянских профсоюзных активистов Фрэнка Лумбино и Джона Бартолоти. Тикас попросил ордер на их арест, но такового не было предоставлено, после чего он отказался от каких-либо переговоров.
Вскоре Тикас увидел, как из палаток начали выходить вооружённые шахтёры. Не поняв, что происходит, он заверил Хамрока, что немедленно успокоит горняков, после чего отправился в лагерь. Реакция шахтёров была связана установленным на холме пулемётом.
После того, как в лагере произошёл подрыв трёх взрывных устройств, началась перестрелка. Шахтёры заняли позиции у подножия холма. Многие горняки и их семьи разбегались в поисках укрытия, женщины и дети покинули лагерь или укрылись в ямах, заранее вырытых под палатками.
Тикас вновь направился на холм, надев белый шарф, но не смог добиться перемирия. Он провёл день, доставляя боеприпасы бастующим, которые из ям и окопов вели перестрелку с нацгвардейцами, и помогал прятавшимся в ямах женщинам.
После полудня лагерь был объят пламенем. Нацгвардейцы утверждали, что причиной пожара стала перевернувшаяся печь, однако по свидетельствам некоторых очевидцев они видели солдат с факелами.
Тикас, зная, что под палатками прятались женщины и дети, с белым флагом в руках вновь направился с предложением о перемирии, однако вместе с двумя другими шахтёрами, Файлером и Бартолотти, был схвачен.
Две женщины и 11 детей, прятавшиеся под землёй, сгорели заживо. Место их гибели получило название Death Pit (Яма смерти или Могильник). Полицейские спустились с холмов с целью обыска и разграбления лагеря.
Столкновения продолжались целый день. После полудня полиция получила подкрепление. На закате, напротив места, где располагался установленный нацгвардейцами пулемёт, остановился проезжающий грузовой поезд, что позволило многим шахтёрам и их семьям сбежать к востоку и скрыться в «Чёрных холмах».
Тем временем, Тикас и двое других шахтёров были доставлены к Линдерфельту. В предыдущие месяцы Тикас и Линдерфельт несколько раз конфликтовали между собой.
Хотя точные детали, связанные со смертью Тикаса, неизвестны, по свидетельству очевидцев двое полицейских удерживали Тикаса, когда Линдерфельт ударил его винтовкой по голове с такой силой, что сломал ложу оружия, оставив обнажившую череп рану. После этого Тикасу приказали бежать обратно в лагерь, а в этот момент Линдерфельт приказал солдатам стрелять в жертву. Позднее 28-летного грека и двух других горняков обнаружили застреленными. Тикас был убит тремя выстрелами в спину. По рассказам Линдерфельта, он был вынужден стрелять в Тикаса, когда тот попытался бежать.
На протяжении трёх дней тела убитых лежали вдоль железнодорожных путей Колорадо-энд-Саузэрн на виду у проходящих поездов. Их оставили на съедение воронам в качестве показного примера для остальных горняков. Полиция не давала разрешения на перенос тел до тех пор, пока не начали поступать настойчивые жалобы от пассажиров, видевших через окна вагонов человеческие трупы. После этого вооружённым горнякам удалось забрать тела и перевезти их для захоронения. Тикас был опознан по своим ботинкам с красными гамашами и биноклю.
В отместку за бойню горняки атаковали представителей городских властей, выступавших против профсоюзного движения, штрейкбрехеров и шахты, захватив контроль над большой территорией Ладлоу. Конгрессмен от социалистов Виктор Бергер, представлявший в Палате представителей штат Висконсин, призвал рабочих взяться за оружие и защищаться.
Через десять дней, с целью избежания дальнейшей эскалации насилия, по просьбе губернатора Аммонса президент США Вудро Вильсон направил в Колорадо федеральные войска для восстановления порядка. Забастовка закончилась 10 декабря 1914 года. К тому времени лагерь в Ладлоу был полностью сожжён.
В ходе инцидента погибло несколько десятков человек, однако точное количество остаётся неизвестным. Среди 50 опознанных оказалось 17 греков, в их числе был и Луис Тикас. Согласно федеральным отчётам, погибших было около 70 человек.
На похороны Тикаса, состоявшиеся 29 апреля 1914 года в Тринидаде, пришло порядка 10 000 человек 26 различных национальностей. В основном это были шахтёры-иммигранты, покинувшие в тот день свои рабочие места, чтобы отдать дань уважения своему герою. Церемониальная процессия растянулась на несколько километров, а само событие было названо «похоронами века».
Впоследствии всех сотрудников нацгвардии оправдали. Лейтенанту Линдерфельту, признанному виновным в нападении на Луиса Тикаса, объявили устный дисциплинарный выговор.
Семейство Рокфеллеров подверглось резкой критике в масштабах всей страны. Журналист и активист Харви О'Коннор писал, что «Джон Д. Рокфеллер-младший одержал победу в Ладлоуской бойне», в которой «женщины и дети сошлись с ним в поединке».
Бойня в Ладлоу стала предтечей улучшения трудового законодательства в Соединённых Штатах, превратилась в общенациональный призыв к трудовой реформе и, в конечном итоге, способствовала принятию законов о труде Нового курса Рузвельта.

## Личная жизнь
Луис Тикас не был женат и не имел прямых потомков, однако на Крите до сих пор проживают его родственники.

## Память
История бойни в Ладлоу не была включена в американские учебники по истории. Инцидент был практически забыт, когда в 1944 году Вуди Гатри написал песню под названием «Ludlow Massacre» (Бойня в Ладлоу), которая часто звучала на демонстрациях в 1960-х, а затем был снова предан забвению.
12 января 1988 года Союз горняков Америки установил памятник на могиле Луиса Тикаса.
В 2009 году в Ретимно на Крите по инициативе и при финансировании Панкритской ассоциации Америки был установлен бюст Луиса Тикаса. Там же имеется улица имени Илиаса Спантидакиса / Луиса Тикаса.
В 2001 году американский автор песен Фрэнк Мэннинг, основываясь на воспоминаниях своего деда, участвовавшего в забастовке в Ладлоу, написал песню «Louis Tikas», которая была отмечена конкурсом «Вуди Гатри». Он исполнял её на ежегодных мероприятиях, организуемых в Ладлоу Союзом горняков Америки, а в 2007 году его песня прозвучала на одном из мероприятий в Греции.
В 2014 году журналистка Ламбрини Фома и режиссёр Никос Вентурас сняли документальный фильм о Луисе Тикасе «Palikari: Louis Tikas and the Ludlow Massacre».
В 2015 году, в первом альбоме греческой музыкальной группы Φερ' το Φόκο появилась песня «Λούη Τίκας» (Луи Тикас) — первая песня на греческом языке, посвящённая Луису Тикасу.
С 2016 года в Ретимно на Крите проходит ежегодное состязание в беге «Забег памяти Луиса Тикаса». 10-километровый маршрут пролегает между монастырями Арсани и Аркади.
23 июня 2018 года рядом с памятником погибшим горнякам на Мани-стрид в Тринидаде была установлена бронзовая статуя Луиса Тикаса. Памятник высотой 1,89 метра был сооружён по инициативе и на пожертвования Фонда эллинизма Америки и при финансовой поддержке Американо-греческого прогрессивного просветительского союза (AHEPA), Панкритской ассоциации Америки, Общества румелиотов Колорадо и многих частных лиц греческой общины США. 24 июня того же года участок местной дороги «Шоссе Тринидад—Ладлоу», ведущей к месту бойни в Ладлоу, был переименован в «Шоссе Луиса Тикаса» (Louis Tikas Hwy).
Георгиос Ставрулакис, племянник Луиса Тикаса, создал и ведёт страницу в социальной сети Facebook, которую посвятил своему дяде.
Каждый год греки из Америки и Европы приезжают в деревню Лутра, где посещают дом Тикаса и его старую маслобойню по производству оливкового масла, которые сохранились до наших дней.
Жители Тринидада часто организуют мероприятия, посвящённые памяти жертв бойни в Ладлоу, в том числе Луиса Тикаса.